# Kreisgericht Rokiškis
Das Kreisgericht  Rokiškis (lit.  Rokiškio rajono apylinkės teismas) ist ein Kreisgericht mit sechs Richtern in Litauen. Das zuständige Territorium ist die  Rajongemeinde  Rokiškis. Das Gericht der 2. Instanz ist das Bezirksgericht Panevėžys. Im Gericht arbeiten sechs Gerichtsverhandlungssekretärinnen, zwei Richtergehilfinnen, zwei Dolmetscherinnen, eine Büroleiterin, eine Gerichtsfinanzistin, eine Büro-Sekretäterin, eine Bürospezialistin, eine Archivarin, ein Informatiker und ein Leiter der Haushaltsabteilung.
Adresse: Respublikos g. 82, 42129,  Rokiškis.

## Richter
Gerichtspräsidenten
- Nijolė Bražiūnienė